# نخ‌بافت
نخ‌بافت (نام علمی: Nematoplexus) نام یک سرده از division نخ‌سان‌تباران است.